# Аурангзеб
Мухалдин Мухамед Бин Сабахудин - Аурангзеб Аламгир (Дахуд, 4. новембар 1618 — Ахмаднагар, 3. март 1707) је као син Шаха Џахана био Велики могул Индије од 31. јула 1658. до своје смрти 1707. Сматра се последњим од великих могулских владараи веома контроверзном личношћу индијске историје. Сматра се да је он био последњи ефикасни владар Могулског царства, Аурангзеб је саставио Фатава-е-Аламгири и био је међу ретким монархима који су у потпуности успоставили шеријатски закон и исламску економију широм Индијског потконтинента. Он је био изврстан војсковођа чија је владавина била предмет хвале,и уз Акбара се сматра за највећег Могулског владара, као и за једног од највећих азијских лидера модерне ере, мада је описан и као најконтроверзнији владар у индијској историји.
Аурангзеб је један од највећих азијских освајача модерне ере, али је познат и по масовним геноцидима које је спроводио над Хиндуистичким становништвом широм индијског субконтинента, у којима је показао своју екстремну суровост и хладнокрвност ка локалном становништву, док је освајао њихове регионе. У егзекуцијама Хиндуса неретко је испољавао изливе свога латентног садизма. Начини на који су вршене егзекуције, љуштење коже, кидање тела на делове, кување у казанима, показује да ја Аурангзеб гајио кипућу мржњу ка Хиндусима, и да је био апсолутни фанатични садиста и психопата. Убио је своју браћу, а оца заробио у ћелију докопавши се власти, што такође показује изопаченост Аурангзебовог социопатског ума. Педесетогодишњи терор над становништвом Хинду вероисповести га чини једним од најгеноциднијих тиранина историје, одговорног за до тада незапамћено крвопролиће једног лидера над одређеном нацијом, као и свеобухватно историјски гледано. 
Ипак, док је тиме писао најкрвавије стране историје, Аурангзеб Аламгир је градио јаку империју, и штавише био је поштован код кинеских, арапских и европских амбасадора који су га посећивали на двору. Описан је као изузетно тиха и смирена особа. Физички је у више записа наглашено да је био висок, мршав и погрбљен, продорних плавих очију са орловским обрвама, дугачким шпицастим носем и уредном кратком јарећом брадом. 
Са друге стране, царство је процветало у производњи и извозу свиле, текстила, шивене гардеробе, дувана, бибера, топова и цртежа-минијатура, поред воћа, поврћа и томе сличног, а основано је и више рудника где се ископавало драго камење. Царство је имало преко 100 ливница топова најквалитетније производње, са ђуладима велике деструкције и дугачког домета. На границима империје су цариници надгледали увоз и извоз у својим за то намењеним утврђењима. Аурангзеб је знатно повисио цене царине, јер је знао да је другим земљама у интересу трансфер робе са Могулима, и да ће платити по којој год цени. Све у свему Могулско Царство је имало врхунски извоз и увоз робе под Аурангзебом, а такође је на северу контролисало један део пута свиле. Изградио је огроман број џамија, музеја, школа и болница, и  радио на образовању и писмености нације. Отворен је и велики број штампарија, у којима су између осталог редовно штампани примерци Курана, у огромним количинама. Развијао је дипломатске односе са Европом, најпре са Француском и Португалијом, чији су амбасадори више пута посећивали Аурангзеба и развијали добре односе између земаља. У Азији је имао развијену дипломатију са Кином и Персијом. Из кине је увожена керамика и порцелан, као и готове вазе. Што се тиче наоружања, Могули су у епохи Аурангзеба имали веома јаку и спремну војску, и најразноврснију артиљерију, топове, као и бродове. Аурангзеб је био екстремно суров ка Хиндусима, којима је ставио џизију, дословце порез на религију, и могуће је да је имао идејну замисао да уклони сваку културе осим исламске са простора Индије. Закон који је увео, који је по данашњим правним аспектима расистички, фанатичан и крши правила човечности- Фатава Аламгири, је одређивао посебне начине живота за Хиндусе, пропагирајући егзекуције за најмањи ексцес и држање Хиндуса као робља у алтернитивној верзији, ако им се живот поштеди. Муслиманско племство је знатно профитирало овим законом, јер су сви Муслимани имали сарадњу и коресподенцију, док су Хиндуси робовали, и власник је имао апсолутну моћ и контролу над њима и њиховом судбином. Аурангзеб је давао хектаре необрађене земље расходованом племству, али су порези на земљу и количину производа били врло високи. Као и своји преци владар, Аурангзеб је редовно бродовима слао посланства новца и хране у изобиљу за Меку и Медину, најпре сиромашном становништву, тиме помажући два света града Ислама. Серијом победоносних ратова проширио је царство до самог југа данашње Индије, владајући целим субконтинентом. У Бенгалу су ископине драгог камења биле позамашне, и профит на њиховом извозу или продаји локалном племству је јако доприносио државној каси. Архитектонска достигнућа из Аурангзебове епохе су импозантни храмови, музеји, џамије, зграде државне управе и зграде за вођење евиденција пописа становништва и плаћања дажбина. Могулско царство је била доминантна светска сила под Аурангзебом и територијално, и милитарно, као и културолошки и индустријски, штавише, у 17ом веку Могулско царство је имало највећа финансијска примања на свету, најбољу војску, перфектну администрацију и огромну територију, чиме је било међу водећим силама те епохе, а самим тим Аурангзеб међу најмоћнијим светским лидерима.
Он је био је промишљени експанзиониста; за време његове владавине, Могулско царство достигло је свој највећи обим, владајући над готово целим Индијским потконтинентом. Током његовог животног века, победе на југу прошириле су Могулско царство на 4 милиона квадратних километара, а он је владао над популацијом која се процењује на преко 158 милиона поданика. За време његове владавине, Индија је надмашила Ћинг Кину и постала највећа светска економија и највећа производна сила, вредна готово четвртину глобалног БДП-а и већа од целокупне западне Европе, Њен највећи и најбогатији део, Бенгалски Субах је био досегао ступањ протоиндустријализације.
Аурангзеб је био познат по својој религиозној преданости; он је научио напамет читав Куран, проучавао хадисе и строго се придржавао ритуала ислама. За разлику од својих претходника, укључујући његовог оца Шаха Џахана, Аурангзеб је сматрао да се краљевска ризница држи на поверењу за грађане његовог царства. Он није уживао у луксузном животу и његови лични трошкови и изградња малих џамија били су покривени његовом властитом зарадом, која је обухватала шивење капа и трговину његовим писаним копијама Курана. Он је исто тако био покровитељ радова исламске и арапске калиграфије.
Вишеструка тумачења Аурангзебовог живота и владавине током година од стране критичара довела су до врло компликованог наслеђа. Критичари тврде да је његова политика напустила наслеђе плурализма и верске толеранције његових претходника, наводећи његово увођење џизијског пореза и друге политике засноване на исламској етици, рушење хиндуистичких храмова, погубљења његовог старијег брата Даре Шикоха, маратског краља Самбаџија и сикског Гуру Тег Бахадура, и забрану и надзор понашања и активности забрањених у исламу, као што су коцкање, блуд и конзумирање алкохола и опојних дрога. Неки историчари доводе у питање историчност тврдњи његових критичара, тврдећи да је његова уништавања храмова преувеличана, и напомињући да је саградио више храмова него што их је уништио, да је плаћао за њихово одржавање, запошљавао знатно више Хиндуса у својој империјалној бирократији него што су то чинили његови претходници, и да се супротстављао фанатизму против хиндуса и шиитских муслимана.